# Undringar
Undringar är den svenske vispopsångaren Ted Gärdestads debutalbum, utgivet 1972 på skivbolaget Polar Music. 
Här finns ett par av hans mest kända låtar, "Jag vill ha en egen måne" och "Snurra du min värld" som låg på hitlistan Tio i topp. Här finns också "Så mycket bättre" som givit namn åt TV4:s nutida serie där olika artister tolkar varandras låtar. 
Gärdestad kompas av medlemmarna i Abba (som då ännu inte hade albumdebuterat). Björn Ulvaeus spelar gitarr, Benny Andersson piano, och Agnetha Fältskog och Anni-Frid Lyngstad körar. Janne Schaffer spelar också gitarr på albumet. Bas: Mike Watson. Trummor: Ola Brunkert. Piano: Benny Andersson. Kör: Agnetha Fältskog, Anni-Frid Lyngstad, Benny Andersson, Björn Ulvaeus & Lena Andersson.
- Lena Andersson sjunger på låten "Helena", som handlar om tennisspelaren Helena Anliot.

Albumet är en av titlarna i boken Tusen svenska klassiker (2009).

## Låtlista
Samtliga låtar har musik av Ted Gärdestad och texter av Kenneth Gärdestad.

### Sida A
1. "Helena" - 3:19
2. "Sommarlängtan" - 2:37
3. "Jag vill ha en egen måne" - 3:17
4. "Räcker jag till" - 3:00
5. "Ett stilla regn" - 3:26
6. "När du kommer" - 2:47

### Sida B
1. "Snurra du min värld" - 2:59
2. "Så mycket bättre" - 3:54
3. "Hela världen runt" - 2:41
4. "I dröm och fantasi" - 4:05
5. "Beat It, Girl" - 4:34

### Fotnoter
1. ↑  Gradvall et al 2009, #342